# Archer Clive
Archer Francis Lawrence Clive, DSO&Bar, MC, DL (* 24. Juni 1903 in London; † März 1995 in Ross-on-Wye, Herefordshire, England) war ein britischer Offizier und zuletzt Brigadegeneral der British Army.

## Leben

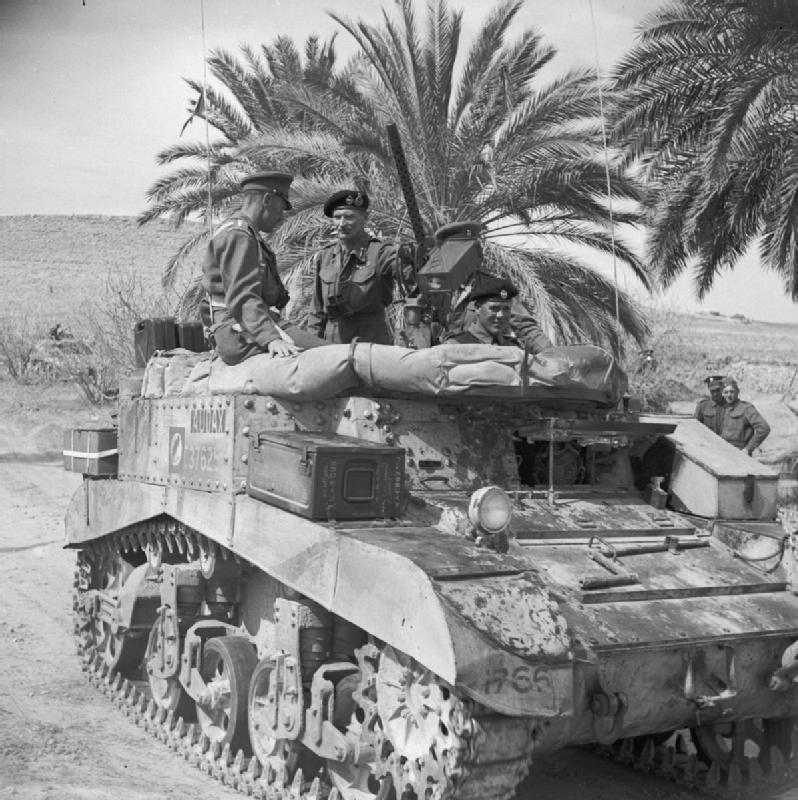
Lieutenant-Colonel Archer Clive (links) mit Field Marshal Bernard Montgomery auf einem M3 Stuart-Panzer während des Tunesienfeldzuges (1943).

Archer Francis Lawrence Clive war der Sohn von Generalleutnant Sir Sidney Clive (1874–1959), der unter anderem von 1930 bis 1934 Militärsekretär beim Kriegsminister war, und dessen Ehefrau Madeline Buxton († 1957). Sein Großvater väterlicherseits war General Edward Clive (1837–1916), während sein Großvater mütterlicherseits Francis Buxton (1847–1911) unter anderem von 1880 bis 1885 Mitglied des Unterhauses (House of Commons) war. Zu seinen vier Geschwistern gehörte seine Schwester Catherine Clive, die mit dem Diplomaten Sir Christopher Steel (1903–1973) verheiratet war und der zwischen 1957 und 1963 das Amt als Botschafter in der Bundesrepublik Deutschland bekleidete. Er selbst begann nach dem Besuch der New Beacon School sowie der renommierten 1572 gegründeten Harrow School eine Offiziersausbildung am Royal Military College Sandhurst, wo Geoffrey Bourne, Ernest Down, Roger Bower, Francis Matthews, John Carew Pole und Hugh Stockwell zu seinen Lehrgangskameraden gehörten. Nach dem Abschluss wurde er am 1. Februar 1923 als Second Lieutenant in das Gardeinfanterieregiment Grenadier Guards übernommen und fand in den folgenden Jahren zahlreiche Verwendungen als Offizier sowie Stabsoffizier.
Während des Zweiten Weltkrieges wurde Clive 1940 mit dem Military Cross (MC) ausgezeichnet. Nachdem ihm am 15. Februar 1941 der kommissarische Dienstgrad als Acting Lieutenant-Colonel verliehen wurde, war er von 1941 bis 1943 Kommandeur des 6. Bataillons der Grenadier Guards und erhielt in dieser Verwendung am 15. Mai 1941 auch den zeitlich befristeten Rang als Temporary Lieutenant-Colonel. Danach fungierte er 1943 für einige Zeit als Erster Generalstabsoffizier (General Staff Officer 1) der 203. Militärmission sowie zwischen 1943 und 1944 als Erster Generalstabsoffizier und Verbindungsoffizier zur 21. Heeresgruppe (21st Army Group). Für seine militärischen Verdienste wurde er 1943 zum Companion des Distinguished Service Order (DSO) ernannt und erhielt zudem 1944 eine Spange (Bar) zum DSO. Nachdem er am 14. Februar 1944 zeitgleich die kommissarischen Dienstgrade als Acting Colonel und als Acting Brigadier erhalten hatte, war er vom 13. März bis zum 1. November 1944 Kommandeur der in Italien operierenden 24. Eigenständigen Infanteriebrigadegruppe (Commanding Officer 24th Independent Infantry Brigade Group). In dieser Verwendung erhielt er am 14. August 1944 gleichzeitig den kriegsdienstbezogenen Dienstgrad als War Substantive Lieutenant-Colonel sowie die zeitlich befristeten Ränge als Temporary Colonel und als Temporary Brigadier.
Nach Kriegsende wurde Archer Clive 1945 Leiter der Militärmission in Südafrika (Head, Military Mission to South Africa) und bekleidete diese Funktion bis 1946. Er wurde am 1. August 1945 zum Lieutenant-Colonel befördert und trat am 9. Dezember 1947 bei gleichzeitiger Verleihung des Ehrenrangs (Honorary rank) als Brigadier in den Ruhestand. Er wurde später 1953 erst Friedensrichter (Justice of the Peace) sowie 1960 auch Deputy Lieutenant der Grafschaft Herefordshire.
Clive war zwei Mal verheiratet. In erster Ehe heiratete er am 8. Februar 1934 Hon. Penelope Isobel Portman (1913–1987), die Tochter von Gerald Berkeley Portman, 7. Viscount Portman of Bryanston (1875–1948) und Dorothy Marie Isolde Sheffield (1878–1964). Aus dieser Ehe gingen die Kinder Henry Archer Clive (1934–2009) und Ann Sybella Sarah Penelope Clive (* 1936) hervor. Nach der Scheidung seiner ersten Ehe 1949 heiratete er am 3. Oktober 1950 in zweiter Ehe Olivia Mary Beatrice Stanley (1908–1985), Tochter von Oberstleutnant Hon. Frederick William Stanley (1878–1948) und Lady Alexandra Louise Elizabeth Acheson (1878–1958). Seine zweite Ehefrau war väterlicherseits eine Enkelin des Politikers Frederick Stanley, 16. Earl of Derby (1841–1908) sowie mütterlicherseits eine Enkelin von Archibald Brabazon Sparrow Acheson, 4. Earl of Gosford (1841–1922).